# Marc Waelkens
Marc ridder Waelkens (Waregem, 12 april 1948 – Oud-Heverlee, 21 februari 2021) was een Belgische archeoloog en professor aan de Katholieke Universiteit Leuven.

## Levensloop
Marc Waelkens werd in 1970 licentiaat geschiedenis aan de Rijksuniversiteit Gent. De oud-studentenvereniging OSGG lauwerde hem met de André Schaepdrijverprijs 1970 voor de beste scriptie. In 1976 promoveerde hij aan de UGent tot doctor in de geschiedenis.
Hij begon zijn carrière in 1970 als aspirant bij het Nationaal Fonds voor Wetenschappelijk Onderzoek (NFWO) en hij deed o.a. onderzoek in het Center for Hellenic Studies in Washington. Van 1980 tot 1990 werkte hij als bevoegdverklaard navorser NFWO bij de vakgroep Archeologie van de UGent en vanaf oktober 1986 ook als deeltijds docent aan het departement Archeologie van de Katholieke Universiteit Leuven. Op 1 oktober 1990 werd hij benoemd tot gewoon hoogleraar aan de KU Leuven. Hij werd voorzitter van het departement Archeologie, Kunstgeschiedenis en Musicologie. Op 1 oktober 2013 ging hij met emeritaat.
Meer dan 30 jaar was hij betrokken bij opgravingen in Griekenland, Syrië, Italië en vooral in Turkije (Sagalassos).
Hij was ook:
- gasthoogleraar aan de faculteit Architectuur van de Universiteit van Turijn (1989)
- lid van de Koninklijke Vlaamse Academie van België voor Wetenschappen en Kunsten
- medestichter en vicevoorzitter van de Association for the Study of Marble and Other Stones used in Antiquity (ASMOSIA)
- lid van het kernbestuur van het Europese project EPOCH.

## Sagalassos
Marc Waelkens zag in de zomer van 1984 voor het eerst de ruïnes van de antieke stad Sagalassos in Turkije. In 1986 startte hij een uitvoerige prospectie van de hellingen van het Aglasungebergte rondom de ruïnes van Sagalassos. In 1990 kreeg hij de leiding van de systematische opgraving van de site. Zijn Sagalassos Archeological Research Project bezorgde hem en zijn ploeg medewerkers internationale bekendheid en erkenning. Het exploreren van een 1.800 km² groot territorium, de lange duur van de opgraving, de multidisciplinaire aanpak en de aanwending van moderne, innoverende en creatieve onderzoeks- en restauratiemethodes maakt van deze onderneming iets bijzonders. Ter plaatse werken Turkse en internationale wetenschappers uit disciplines als archeologie, cartografie, geologie, geomorfologie, archeozoölogie, antropologie, paleobotanie, palynologie, etnologie en architectuur.

Het eerste bezoek aan Sagalassos haalde mijn leven overhoop en lag aan de basis van alle 'gelukkige' en 'tragische' ogenblikken die ik sindsdien heb beleefd. Die laatste werden gecompenseerd door de vele magische momenten, zoals toen een arend, amper twee meter voor onze minibus, ons tot vlak voor Aglasun begeleidde. Het was alsof we reden onder de bescherming van Zeus zelf. Of neem die valavond, toen ik het intacte hoofd van de 'kleinere' Dionysos uit het Antonijnse Nymphaeum omdraaide en de god mij glimlachend aanstaarde. Hij leek dankbaar dat hij na veertien eeuwen weer het daglicht zag.
— Marc Waelkens, in de Bezoekersgids voor Sagalassos

Het oudheidkundig bodemonderzoek van de Turkse stad Sagalassos mag dan ook als het levenswerk van professor Waelkens beschouwd worden. Sagalassos is een archeologische lusthof omdat de site relatief intact bleef onder een metersdikke laag bergpuin terwijl de geïsoleerde ligging plundering voorkwam.
Tijdens opgravingen in 2007 kwamen fragmenten van een kolossaal beeld van keizer Hadrianus aan de oppervlakte. Het hoofd en de voeten van het beeld meten 0,80 m. Het volledige beeld is vijf meter hoog. Het werd in de zomer van 2008 getoond in het British Museum in de tentoonstelling Hadrian, Empire and Conflict.

## Selectie van zijn publicaties
- (fr) Devreker, John, Marc Waelkens (1984). Les fouilles de la Rijksuniversiteit te Gent à Pessinonte, 1967-1973. De Tempel, Brugge.
- Waelkens, Marc (1990). Eeuwige steen: van Nijl tot Rijn. Groeven en prefabricatie. Gemeentekrediet, Brussel, blz. 248. ISBN 90-5066-076-2.
- (en) Waelkens, Marc, Jeroen Poblome (1993). Sagalassos II. Report on the Third Excavation Campaign of 1992. Leuven University Press, Leuven. ISBN 90-6186-574-3.
- Waelkens, Marc (2002). Ontdekking van het verloren Sagalassos. Davidsfonds, Leuven, blz. 87. ISBN 978-90-582-6153-3.
- Waelkens, Marc (2009). Sagalassos-jaarboek 2008: het kristallen jubileum van twintig jaar opgravingen. Peeters, Leuven, blz. 346. ISBN 978-90-429-2489-5.
- (nl/en/du) Waelkens, Marc; Jeroen Poblome, Sagalassos, droomstad in de bergen. Provinciaal Gallo-Romeins Museum, Tongeren (2011), blz. 176. ISBN 978-90-760-9989-7
- (nl) Waelkens, Marc, Anatolia, een verhaal van 12.000 jaar. Lannoo/Europalia Arts Festival Turkey, Tielt/Brussel (2015), blz. 240. ISBN 978-94-014-3004-3

## Eerbetuigingen
- Wetenschappelijke Prijs Ernest-John Solvay (2000)[4]
- Prijs voor Uitmuntende Dienst van het Ministerie van Buitenlandse Zaken (2001)[5]
- Ereburger van de stad Waregem (7 maart 2006)[6]
- Verheffing in de Belgische adelstand, met de persoonlijke titel van ridder (Koninklijk Besluit, 9 juli 2008)[7]